# Phorbia sinuata
Phorbia sinuata este o specie de muște din genul Phorbia, familia Anthomyiidae. A fost descrisă pentru prima dată de Malloch în anul 1924. Conform Catalogue of Life specia Phorbia sinuata nu are subspecii cunoscute.